# God of War III
God of War III – gra akcji stworzona przez Santa Monica Studio i wydana przez Sony Computer Entertainment na PlayStation 3. Jej premiera odbyła się 16 marca 2010 roku. Została wydana w pełnej polskiej wersji językowej. 14 lipca 2015 roku została wydana ulepszona wersja na PlayStation 4 zatytułowana God of War III Remastered.

## Fabuła
Gra zaczyna się dokładnie w tym samym momencie, w którym skończyła się poprzednia część. Tytani wraz z głównym bohaterem, Kratosem rozpoczynają atak na Olimp. W czasie ataku, Kratos zabija Posejdona, jednak kiedy chce zaatakować Zeusa, ten zrzuca go z Olimpu. Kratos spada do Tartaru, gdzie spotka ducha Ateny, która ulepsza jego ostrza (główną broń naszego protagonisty). Następnie Kratos zabija Hadesa, oraz zdobywa Łuk Apolla, i Szpony Hadesa. Spotka również Hefajstosa, który mu pomaga. Powracając na Ziemię, zabija Heliosa i Hermesa. Następnie pokonuje Herkulesa i zdobywa jego nemejskie rękawice, miażdżąc nimi jego głowę. Gdy Kratos pokonuje tytana Kronosa, Hefajstos obraca się przeciw niemu, przedtem dając Kratosowi nową broń. Przed śmiercią mówi Kratosowi, by odnalazł jego córkę, Pandorę. Kratos wybiera się do labiryntu zbudowanego przez Dedala, w którego środku znajduje się Pandora. Jest ona kluczem do otworzenia Puszki Pandory. Gdy razem docierają do Puszki, Kratos napotyka swego ojca – Zeusa. Jednocześnie Pandora poświęca się, otwierając Puszkę. Okazuje się ona pusta. Podczas gdy Zeus śmieje się z bezsensowności ofiary Pandory, Kratos znajduje w głębi swojej duszy zawartość Puszki - nadzieję. W finałowej walce, Kratos zabija Zeusa i uwalnia się tym samym od Ostrzy Wygnania. Po rozmowie z duchem bogini Ateny, odbiera sobie życie Klingą Olimpu. Powoduje tym wyzwolenie się na świat nadziei, która odtąd należy do śmiertelnych ludzi.

## Polska wersja
| Postać     | Aktor                  |
| ---------- | ---------------------- |
| Kratos     | Bogusław Linda         |
| Herkules   | Michał Żebrowski       |
| Zeus       | Krzysztof Zakrzewski   |
| Hera       | Elżbieta Jędrzejewska  |
| Hefajstos  | Włodzimierz Bednarski  |
| Kronos     | Piotr Bąk              |
| Iksjon     | Jacek Kopczyński       |
| Hermes     | Dariusz Błażejewski    |
| Pandora    | Justyna Bojczuk        |
| Dedal      | Stanisław Brudny       |
| Atena      | Izabella Bukowska      |
| Pejritoos  | Andrzej Chudy          |
| Afrodyta   | Beata Jankowska-Tzimas |
| Król Minos | Zbigniew Konopka       |
| Posejdon   | Wojciech Machnicki     |
| Hades      | Miłogost Reczek        |
| Helios     | Krzysztof Banaszyk     |
| Gaja       | Jolanta Wołłejko       |